# Новая демократическая партия
Но́вая демократи́ческая па́ртия (НДП) (англ. New Democratic Party, NDP, фр. Nouveau Parti démocratique, NPD) — социал-демократическая политическая партия в Канаде, действующая на федеральном и провинциальном уровнях. Она является членом Социалистического интернационала. Это самая левая среди пяти партий, представленных в Палате общин Парламента Канады. 1 октября 2017 лидером партии избран Джагмит Сингх.
На провинциальном уровне НДП в настоящее время образует правительство лишь в двух из десяти канадских провинций — Манитобе (премьер-министр Грег Селинджер) и Новой Шотландии (премьер-министр Даррелл Дэкстер) — и составляет основную часть оппозиции в провинциях Новая Шотландия, Британская Колумбия и Саскачеван. Она также представлена в законодательных собраниях Юкона, Альберты и Онтарио.
На федеральных выборах 2 мая 2011 года НДП получила 30,6 % голосов и увеличила своё представительство в Палате общин до 103 депутатов, более половины из которых было избрано в Квебеке. Это позволило партии стать официальной оппозицией в Палате общин.

## История
НДП была основана в 1961 по инициативе бывшей Федерации кооперативного содружества (англ. Co-operative Commonwealth Federation) и Канадского рабочего конгресса. Программа, принятая на учредительном съезде НДП, провозглашала путь к демократическому социализму посредством реформирования капиталистического общества и ориентацию на смешанную экономику (в том числе национализацию тех форм частной собственности, которые не соответствуют национальным интересам и привлечение трудящихся к участию в управлении производством). Бывший социал-демократический премьер-министр Саскачевана (первый социалист во главе правительства штата в Западном полушарии) Томми Дуглас был избран первым главой федеральной НДП. Он оставался в этой должности до 1971.
Сегодня влияние рабочего движения ещё присутствует в устройстве партии и во время выборов главы, когда профсоюзы, примкнувшие к партии, имеют в общем счёте 25 % голосов.
Самых значительных успехов со времени своего создания НДП добилась на провинциальном уровне, образуя правительства в ряде канадских провинций, в том числе в Саскачеване, Манитобе, Британской Колумбии и Онтарио, а также в территории Юкон. На федеральном уровне НДП никогда не образовывала правительство, но имела значительное влияние в периоды правящего меньшинства. А внедрённая усилиями Томми Дугласа в Саскачеване система всеобщего здравоохранения стала моделью для остальных регионов страны.
На рубеже 1960—1970-х годов активистская группа «Уоффл» (The Waffle; «Движение за независимую социалистическую Канаду»), возглавляемая университетскими профессорами и близкая к «новым левым», попыталась получить контроль над партией, выступая с требованиями левосоциалистического (включая установление общественной собственности на средства производства), левонационалистического (включая разрыв с США и выход страны из НАТО) и феминистического толка. Однако на выборах руководства в Оттаве в 1971 течение «Уоффл» было разгромлено лидерами партии, а 1972 исключено. Из крайнего левого крыла в составе НДП осталось только объединение троцкистов, известное как «Красный кружок», а затем как Революционная марксистская группа.
Под руководством Дэвида Льюиса (1971—1975) НДП поддерживала правительство меньшинства Либеральной партии Пьера Трюдо с 1972 по 1974, хотя никогда не входила ни в одну правительственную коалицию. В это время при поддержке НДП были введены некоторые меры, считавшиеся прогрессивными, например, индексация пенсий по старости и создание государственной нефтегазовой компании Petro-Canada. Однако голосование вместе с консерваторами за вотум недоверия правительству либералов стоило потери влияния на последовавших всеобщих выборах 1974, и не попавший в парламент Дэвид Льюис подал в отставку.
Под руководством Эдварда Бродбента (1975—1989) НДП также играла важную роль во время правящего меньшинства Прогрессивно-консервативной партии Джо Кларка в 1979—1980. НДП вместе с другими оппозиционными партиями проголосовала тогда за вотум недоверия бюджету, предложенному этим правительством, что привело к проведению выборов и возвращению к власти Либеральной партии. В 1980 сам Пьер Трюдо предлагал НДП войти в коалицию с ним, но новые демократы отказались. Одновременно Эд Бродбент поддержал идею Трюдо об односторонней (без участия британской короны) репатриации конституции Канады и принятии Канадской хартии прав и свобод, однако саскачеванское отделение НДП выступило против; компромиссным решением стал Конституционный акт 1982 года, соавтором которого выступил Рой Романов, министром юстиции Саскачевана от НДП.
Эд Бродбент отошёл от политической жизни в 1989 после 15 лет руководства федеральной НДП. (Однако в 2004 он вернулся в политику, будучи избранным депутатом от Центра Оттавы).
Занявшая его место в руководстве федеральной НДП Одри Маклаклин (1989—1995) стала первой женщиной, являющейся главой политической партии, представленной в Палате общин. В течение этого периода партия испытывала спад на избирательном уровне. По итогам федеральных выборов 1993 партия даже потеряла свой официальный статус партии в Палате общин, имея там всего девятерых депутатов из двенадцати необходимых для официального признания в качестве партии.
Следующей руководительницей стала Алекса Макдоно (1995—2003). На следующих федеральных выборах в 1997 ей удалось восстановить статус партии, имея уже 21 место, особенно благодаря прорыву в Атлантической Канаде.
В 2000 НДП начала процесс обновления. На съезде в Виннипеге в ноябре 2001 партия изменила некоторые из своих правил работы и подтвердила свою левую направленность.

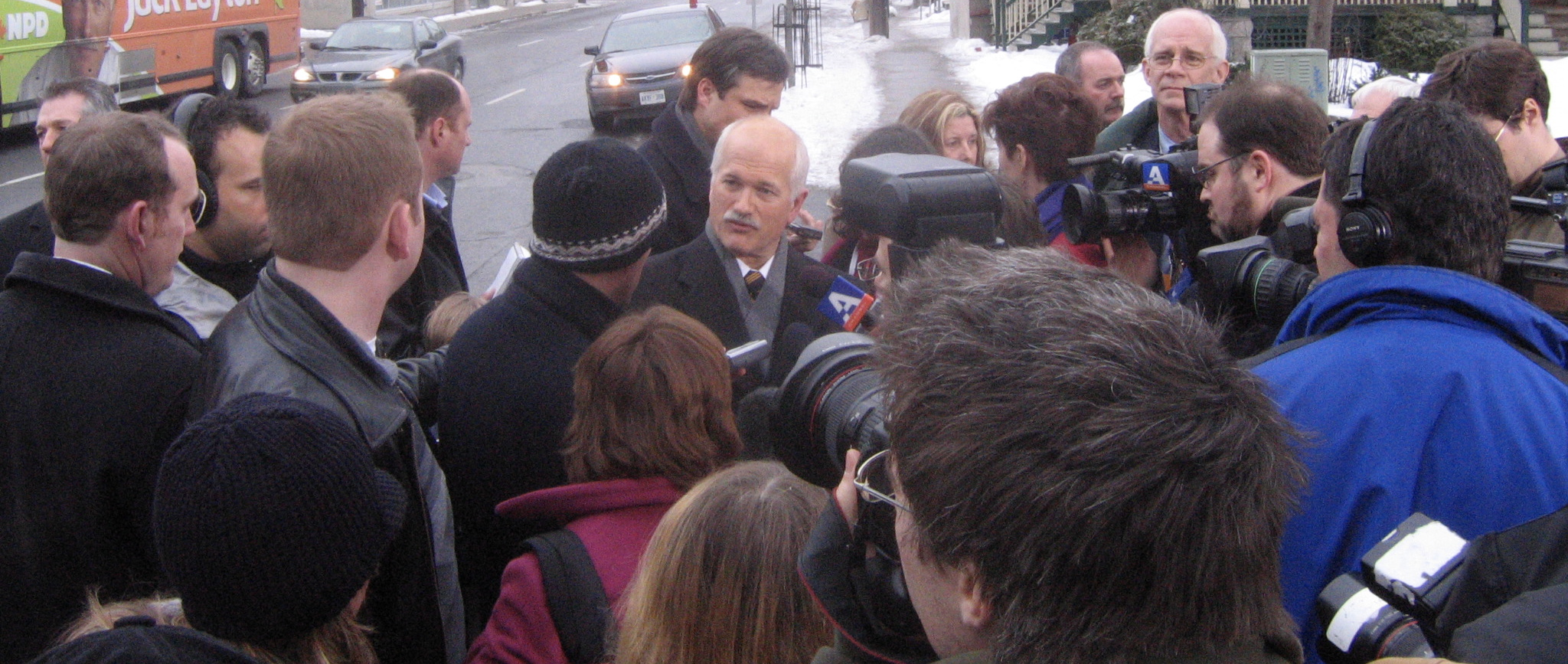
Глава партии Джек Лейтон, 2006.

В июне 2002 Алекса Макдоно ушла со своей должности в руководстве партии. В качестве главы федеральной НДП её сменил Джек Лейтон, бывший городской советник из Торонто, Онтарио. Он был избран главой 25 января 2003, получив 53,5 % голосов в первом туре. Впоследствии на федеральных выборах 2004 он был избран депутатом.
В 2011 НДП показала лучшие результаты за 50 лет, получив 30,6 % голосов и 103 кресла в Палате общин, став официальной оппозицией и оттеснив Либеральную партию Канады на 3-е место.
В результате смерти Дж. Лейтона от рака в том же году в партии наступил длительный, сроком более чем в полгода, период, когда у неё не было официального лидера. В марте 2012 г. новым лидером партии избран Томас Малкэр.

## Основная идеология
Основными идеологическими направлениями Новых демократов на сегодняшний день являются, среди прочего:
- Гендерное равенство (равенство полов) и равные права для сексуальных меньшинств;
- Улучшение состояния окружающей среды на основе государственного регулирования;
- Национальные стандарты чистой воды;
- Увеличение корпоративных налогов;
- Сокращение бедности в Канаде;
- Защита прав человека;
- Расширение финансирования для общественного транспорта;
- Расширение общественного здравоохранения, включая стоматологические услуги;
- Социальная политика помощи, которая отражает потребности граждан и содействует их трудоустройству;
- Отмена назначаемости членов Сената Канады и обеспечение более пропорционального представительства;
- Права трудящихся, в том числе повышение минимальной заработной платы;
- Обеспечение конституционных прав коренных народов;
- Внешняя политика, где важнее дипломатия, миротворчество и гуманитарная помощь, а не наступательные военные действия;
- Пересмотр североамериканского соглашения о свободной торговле (НАФТА);
- Одно крыло сосредоточено на прекращении Войны с наркотиками и их легализации;
- Снижение налогов для малого бизнеса.

## Экологическая политика партии
После федеральных выборов 2011 года НДП является практически единственной партией в федеральном парламенте, которая официально представляет энвайронменталистски настроенные группы канадского общества. В программе Новой демократической партии заявлено, что, придя к власти, партия будет перенаправлять доходы на инвестиции в экологически чистые технологии и развитие рынка альтернативной энергетики. Также предполагается активное взаимодействие с провинциями и территориями, восстановление федеральных финансовых стимулов для развития альтернативной энергетики и её технологий, а также для модернизации программ по энергоэффективности. Партия считает необходимым, по крайней мере, частичный переход к «экономике чистой энергии». Новая Демократическая партия в настоящее время активно критикует политику консерваторов по сокращению программ по охране окружающей среды и рабочих мест в Министерстве природных ресурсов Канады. Помимо сокращений в популярной в Канаде программе ecoENERGY, правительство урезало также гранты для Фонда поддержки постоянного развития технологий Канады.

## Структура
В отличие от других политических партий Канады внутреннее рабочее устройство НДП включено и в федеральный, и в провинциальный уровни. Существуют провинциальные НДП, действующие на уровне провинциальной политики каждой из канадских провинций. Члены этих провинциальных партий в силу самого факта являются членами федеральной НДП, действующей на уровне канадской федеральной политики.
Единственные исключения в этом устройстве представлены территориями Нунавут и Северо-Западные территории, законодательные собрания которых не имеют партий, и Квебеком, где Новая демократическая партия Квебека и федеральная НДП в 1989 решили разорвать объединявшую их структурную связь, после того как НДПК приняла сепаратистскую точку зрения. С тех пор деятельность федеральной НДП в Квебеке ведётся через Квебекское отделение Новой демократической партии Канады, которое занимается лишь федеральной политикой, а члены которого, кроме того, лично свободны вступать в провинциальные политические партии по своему выбору.

### Провинциальные и территориальные отделения
- Альберта: Новая демократическая партия Альберты (глава Брайан Мейсон)
- Британская Колумбия: Новая демократическая партия Британской Колумбии (глава Кароль Джеймс)
- Манитоба: Новая демократическая партия Манитобы (глава Грег Селинджер)
- Новая Шотландия: Новая демократическая партия Новой Шотландии (глава Даррелл Дэкстер)
- Нью-Брансуик: Новая демократическая партия Нью-Брансуика (глава Доминик Карди)
- Ньюфаундленд и Лабрадор: Новая демократическая партия Ньюфаундленда и Лабрадора (глава Лоррейн Майкл)
- Онтарио: Новая демократическая партия Онтарио (глава Андреа Хоруот)
- Остров Принца Эдуарда: Новая демократическая партия Острова Принца Эдуарда (глава Дин Канстебл)
- Саскачеван: Новая демократическая партия Саскачевана (глава Лорн Калверт)
- Юкон: Новая демократическая партия Юкона (глава Тодд Гарди)

## Итоги на федеральных выборах с 1962 года
| Выборы | Число кандидатов | Число депутатов | Число голосов | % голосов |
| ------ | ---------------- | --------------- | ------------- | --------- |
| 1962   | 217              | 19              | 1 044 754     | 13,57 %   |
| 1963   | 232              | 17              | 1 044 701     | 13,24 %   |
| 1965   | 255              | 21              | 1 381 658     | 17,91 %   |
| 1968   | 263              | 22              | 1 378 263     | 16,96 %   |
| 1972   | 252              | 31              | 1 725 719     | 17,83 %   |
| 1974   | 262              | 16              | 1 467 748     | 15,44 %   |
| 1979   | 282              | 26              | 2 048 988     | 17,88 %   |
| 1980   | 280              | 32              | 2 150 368     | 19,67 %   |
| 1984   | 282              | 30              | 2 359 915     | 18,81 %   |
| 1988   | 295              | 43              | 2 685 263     | 20,38 %   |
| 1993   | 294              | 9               | 933 688       | 6,88 %    |
| 1997   | 301              | 21              | 1 434 509     | 11,05 %   |
| 2000   | 298              | 13              | 1 093 748     | 8,51 %    |
| 2004   | 308              | 19              | 2 116 536     | 15,7 %    |
| 2006   | 308              | 29              | 2 590 808     | 17,5 %    |
| 2008   | 308              | 37              | 2 517 329     | 18,2 %    |
| 2011   | 308              | 103             | 4 508 474     | 30,6 %    |
| 2015   | 308              | 44              | 3 461 262     | 19,7 %    |

## Главы федеральной НДП со времени её основания
- Томми Дуглас (3 августа 1961 — 23 апреля 1971)
- Дэвид Льюис (24 апреля 1971 — 6 июля 1975)
- Эдвард Бродбент (7 июля 1975 — 4 декабря 1989)
- Одри Маклаклин (5 декабря 1989 — 13 октября 1995)
- Алекса Макдоно (14 октября 1995 — 24 января 2003)
- Джек Лейтон (25 января 2003 — 22 августа 2011 (оставил пост 28 июля 2011))
- Николь Тюрмель (исполняющая обязанности, 28 июля 2011 — 24 марта 2012)
- Томас Малкэр (24 марта 2012 — 1 октября 2017)
- Джагмит Сингх (1 октября 2017 — настоящее время)

## Депутаты НДП в Палате общин
В 2011—2015 НДП располагала 103 креслами в Палате общин Канады, являясь таким образом официальной оппозицией.
| - Малькольм Аллен, Уэлленд (ОН) - Чарли Ангус, Тимминс — Залив Джеймс (ОН) - Алекс Атаманенко, Южная Внутренняя Британская Колумбия (БК) - Полина Аяла, Оноре-Мерсье (КК) - Деннис Бевингтон, Западная Арктика (СЗТ) - Тайрон Бенскин, Жанна-Лебер (КК) - Дени Бланшет, Луи-Эбер (КК) - Лизан Бланшет-Ламот, Пьерфон — Доллар (КК) - Шармен Борг, Тербон — Бленвиль (КК) - Тарик Брахми, Сен-Жан (КК) - Рут Эллен Броссо, Бертье — Маскинонже (КК) - Франсуаз Буавен, Гатино (КК) - Александр Бульрис, Розмон — Ла-Птит-Патри (КК) - Маржолен Бутен-Суит, Ошлага (КК) - Ивон Годен, Акадия — Батерст (НБ) - Клод Гравель, Никел-Белт (ОН) - Садия Грогюэ, Сен-Ламбер (КК) - Рэндалл Гэррисон, Эскуаймолт — Хуан-де-Фука (БК) - Линда Данкен, Эдмонтон — Страткона (АБ) - Анна-Мари Дей, Шарлебур — Верхний Сен-Шарль (КК) - Питер Джулиан, Бернаби — Нью-Вестминстер (БК) - Пьер Дион Лабель, Ривьер-дю-Нор (КК) - Фин Доннелли, Нью-Уэстминстер — Кокуитлам (БК) - Розан Доре Лефевр, Альфред-Пеллан (КК) - Пол Дьюар, Центр Оттавы (ОН) - Дон Дэвис, Ванкувер-Кингзуэй (БК) - Либби Дэвис, Восточный Ванкувер (БК) - Мэтью Дюбе, Шамбли — Бордюа (КК) - Пьер-Люк Дюссо, Шербрук (КК) - Пьер Жакоб, Бром — Миссискуа (КК) - Режан Жене, Шеффорд (КК) - Жонатан Жене-Журден, Маникуаган (КК) - Ален Жигер, Марк-Орель-Фортен (КК) - Нейтан Каллен, Скина — Балкли-Вэлли (БК) - Ги Карон, Римуски-Нежет — Темискуата — Ле-Баск (КК) - Мэтью Келлуэй, Бичес — Ист-Йорк (ОН) - Джо Комартен, Виндзор — Текамсе (ОН) - Ремон Коте, Бопор — Лимуалу (КК) - Джин Краудер, Нанаймо — Коуичан (БК) - Дэвид Кристоферсон, Центр Гамильтона (ОН) - Эндрю Кэш, Давенпорт (ОН) - Элен Лавердьер, Лорье — Сент-Мари (КК) - Франсуа Лапуэнт, Монманьи — Л'Иле — Камураска — Ривьер-дю-Лу (КК) - Жан-Франсуа Лароз, Репантиньи (КК) - Александрина Латандрес, Луи-Сен-Лоран (КК) - Элен Леблан, Ласаль — Эмар (КК) - Джек Лейтон, Торонто — Дэнфорт (ОН) - Меган Лесли, Галифакс (НШ) - Лорин Лю, Ривьер-де-Миль-Иль (КК) - Хуан Май, Броссар — Ла-Прери (КК) | - Томас Малкэр, Утремон (КК) - Уэйн Марстон, Восточный Гамильтон — Стоуни-Крик (ОН) - Пэт Мартин, Центр Виннипега (МБ) - Брайан Массе, Запад Уинсора (ОН) - Элен Мишо, Порнёф — Жак-Картье (КК) - Дани Морен, Шикутими — Ле-Фьорд (КК) - Изабелла Морен, Нотр-Дам-де-Грас — Лашин (КК) - Мари-Клод Морен, Сент-Иасент — Баго (КК) - Марк-Андре Морен, Лаврентиды — Лабель (КК) - Кристина Мур, Абитиби — Темискаминг (КК) - Айрин Мэтиссен, Лондон — Фэншо (ОН) - Пьер Нантель, Лонгёй — Пьер-Буше (КК) - Джейми Николс, Водрёй — Суланж (КК) - Жозе Нуньес-Мело, Лаваль (КК) - Пегги Нэш, Паркдейл — Гайд-Парк (ОН) - Робер Обен, Труа-Ривьер (КК) - Анник Папийон, Квебек (КК) - Клод Патри, Жонкьер — Альма (КК) - Эв Пекле, Ла-Пуэнт-де-л'Иль (КК) - Манон Перро, Монкальм (КК) - Франсуа Пилон, Лаваль — Лез-Иль (КК) - Матье Равинья, Понтиак (КК) - Джон Рафферти, Тандер-Бей — Рейни-Ривер (ОН) - Франсина Рено, Жольет (КК) - Жан Руссо, Комптон — Стэнстед (КК) - Дениз Савуа, Виктория (БК) - Ромео Саганаш, Абитиби — Бе-Джеймс — Нунавик — Ийу (КК) - Майк Салливан, Юг Йорка — Уэстон (ОН) - Джасбир Сандху, Север Саррея (БК) - Джауида Селлах, Сен-Брюно — Сент-Юбер (КК) - Лиз Сент-Денис, Сен-Морис — Шамплен (КК) - Джинни Симс, Ньютон — Север Делты (БК) - Ратхика Ситсабайесан, Скарборо — Руж-Ривер (ОН) - Кеннеди Стюарт, Бернаби — Дуглас (БК) - Гленн Тибо, Садбери (ОН) - Жонатан Трамбле, Монморанси — Шарлевуа — Верхний Кот-Нор (КК) - Филип Тун, Гаспези — Острова Мадлен (КК) - Энн Минь Тху Куать, Боарнуа-Салаберри (КК) - Николь Тюрмель, Халл — Эйлмер (КК) - Милен Фримен, Аржантёй — Папино — Мирабель (КК) - Брюс Хайер, Тандер-Бей — Северное Верхнее (ОН) - Джек Харрис, Восточный Сент-Джонс (НЛ) - Дэн Харрис, Юго-запад Скарборо (КК) - Сана Хассения, Вершер — Ле-Патриот (КК) - Кэрол Хьюз, Алгома — Манитулин — Капускасинг (ОН) - Крис Чарльтон, Гора Гамильтон (ОН) - Оливия Чау, Тринити — Спэдина (ОН) - Роберт Чисхолм, Дартмут — Коул-Харбор (НШ) - Сильвен Шикуан, Шатоге — Сен-Констан (КК) - Франсуа Шокет, Драммонд (КК) - Петер Штоффер, Саквилл — Восточное побережье (НШ) - Ники Эштон, Черчилл (МБ) |